# Куп изазивача (рагби 13)
Куп изазивача (енгл. Challenge Cup) је најстарије куп такмичење у рагбију 13, у коме се такмиче клубови из Енглеске, Француске, Шкотске, Републике Ирске, Шкотске и Велса. Прва сезона је одржана крајем деветнаестог столећа, тачније 1896.
Рагби лига клуб Црвена звезда је 2019. године постала први српски рагби лига клуб учесник Купа изазивача. Црвено-бели су у првом колу изгубили од Милома, али је само учешће Звезде у Купу изазивача, било огроман корак напред за српску рагби лигу, другу по популарности варијанту рагбија.
Финале Купа изазивача се игра на Вемблију, великом стадиону за фудбал и рагби, који се налази у Лондону, престоници Енглеске. Пре почетка финалне утакмице Купа изазивача, професионални музичари певају предивну протестантску песму "Остани са мном Господе Исусе Христе" (енгл. Abide with Me).
Рагби 13 је пустио чврсте корене у северном делу Енглеске. Куп изазивача има огромну традицију на Острву, прекидан је само док је трајао пакао на Земљи, када су се водила два Светска рата. У досадашњој историји највише успеха су имали енглески клубови, Виган, Лидс, Сент Хеленс и Ворингтон. Каталанс дрегонси су једини француски рагби 13 клуб који је успео да освоји Куп изазивача. До сада је тридесет рагби 13 клубова доспело до финала, а чак 27 клубова је освајало такмичење. Фортуна није погледала Јорк, Кили и Лондон бронкосе. Та три несрећна клуба су играла у финалу, али нису освојили пехар.

## Историја
Енглеска је колевка рагбија 13. Прва сезона Купа изазивача је била 1896-1897. Тада су се 52 клуба борила за трофеј. Финале је одржано у Лидсу, а Бетли је победио Сент Хеленс пред 13 000 гледалаца. Куп изазивача је прекидан током катастрофе, Великог рата, Првог светског рата. Прво финале на Вемблију је одржано 1929. када је Виган победио Дусбери пред око 41 000 љубитеља рагбија 13. Куп изазивача је опет прекинут, због пакла, који су изазвали нацисти, Другог светског рата. 1946. уведена је индивидуална награда Ленс Тод за најбољег рагбисту финалне утакмице.
Након Другог светског рата, порасло је интересоваље код енглеског народа за рагби 13, па се често дешавало да на финалним утакмицама буде и 90 000 навијача. Сведоци историје кажу да је финале Ворингтон - Халифакс 1954. гледало чак 120 000 људи. Виган је везао осам освојених пехара осамдесетих и деведестих година двадесетог века. На финалном сусрету 1999. први пут је уведен видео судија.
Почетком двадесет првог века, финала су се играла на Твикенаму, Марифилду и у Кардифу. Каталанс дрегонси су 2018. постали први француски представник који је успео да освоји Куп изазивача, када су победили реномирани Ворингтон резултатом 20-14 у сред Лондона.

### Најуспешнији рагби 13 клубови
- Виган - 19 освојених пехара, 32 пута учесник финала.
- Лидс - 14 освојених пехара, 26 пута учесник финала.
- Сент Хеленс - 12 освојених пехара, 22 пута учесник финала.
- Ворингтон - 10 освојених пехара, 20 пута учесник финала.

#### Дупле круне
Освајање Суперлиге и Купа изазивача у истој сезони.
- Виган - 7 дуплих круна.
- Сент Хеленс - 3 дупле круне.

#### Трипле круне
Освајање првог места на табели Суперлиге, победник великог финала Суперлиге и Купа изазивача.
- Виган - 3 трипле круне.
- Хадерсфилд - 2 трипле круне.

#### Четири круне
Освајање првог места на табели Суперлиге, победник великог финала Суперлиге, освајач Купа изазивача и победник Светског клупског изазова.
- Виган - Једном, сезона 1994-1945.
- Бредфорд - Једном, сезона 2003-2004.
- Сент Хеленс - Једном, сезона 2006-2007.

## Формат такмичења
У Купу изазивача учествују аматерски, полупрофесионални и професионални рагби 13 клубова из неколико држава. Организатор Купа изазивача је Рагби 13 федерација Енглеске.
- Прва рунда: Учествују полицијске екипе, војни тимови, студентске екипе, аматерски рагби 13 клубови из Ирске и Велике Британије.
- Друга рунда: Учествују победници прве рунде.
- Трећа рунда: Учествују победници друге рунде и клубови из Лиге 1.
- Четврта рунда: Учествују победници треће рунде и клубови из Чемпионшипа.
- Пета рунда: Учествују победници четврте рунде и четири најслабије екипе из Суперлиге.
- Шеста рунда: Учествују победници пете рунде и осам најбољих из Суперлиге.
- Четвртфинале
- Полуфинале
- Финале се игра на Вемблију током лета.

## Стадиони
Све до полуфинала, утакмице се играју на домаћем терену повлашћеног клуба. Полуфинале се игра на неутралном терену. Финале се игра на Вемблију.

### Списак стадиона на којима се играло финале
- Стадион Вембли
- Олд Трафорд
- Твикенам
- Марифилд
- Миленијум
- Хејдингли

## Пехар
Пехар су дизајнирали италијански мигранти Фаторини. Пехар је од сребра. Модерну реплику пехара је направио Џек Спенсер из Шефилда.

## Награде
Ленс Тод награда се додељује најбољем играчу финала.

## Спонзори
Спонзори Купа изазивача су Стиден и Бетфред.

## Медији
ББС је главни медијски покровитељ Купа изазивача.
- Француска - белн Спортс
- Нови Зеланд - Скај спортс
- САД - Фокс сокер плус
- Бразил - Бенд спортс
- Русија - НТВ
- Аустралија - Фокс лига
- Канада - Гејм тв

## Рeкорди
- Најубедљивија победа - Лидс - Хал кингстон роверс 50-0.
- Рекордна посета - 102 000 гледалаца Ворингтон - Халифакс 1954.
- Највише наступа у финалу - 11 утакмица, Шон Едвардс за Виган.
- Највише есеја у финалу - Том Бриско, пет есеја за Лидс.
- Највише голова у једној утакмици - 22 гола, Џим Саливан за Виган.
- Највише поена у једној утакмици - 56 поена за Јорк сити најтсе је постигао Крис Торман.